# Polyergus samurai
Polyergus samurai là một loài kiến trong họ Formicidae. Nó là loài đặc hữu của Nhật Bản. Kiến chúa và thợ có màu nâu đen hoặc đen không giống với các loài phương tây.